# Gerassime Scharaschenidse

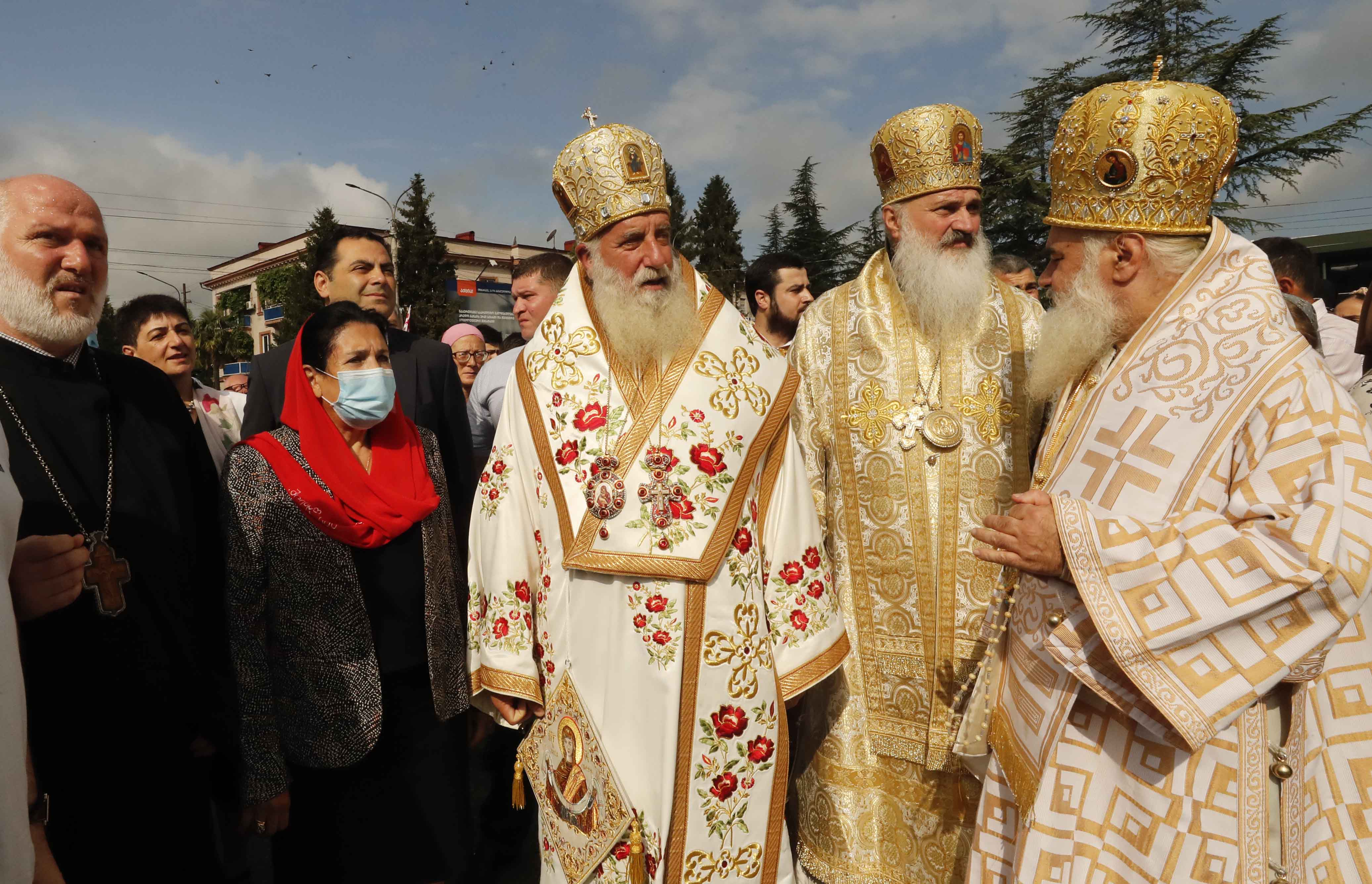
Bischof Gerassime neben der georgischen Präsidentin Salome Zourabichvili (2020)

Gerassime Scharaschenidse (georgisch გერასიმე შარაშენიძე, wiss. Transliteration Gerasime Šarašenije; * 20. Mai 1958 in Tbilissi) ist ein georgisch-orthodoxer Geistlicher und Metropolit von Zugdidi und Tsaishi sowie bischöflicher Administrator der Eparchie von Deutschland und Österreich.

## Leben
Scharaschnenidse wurde am 28. Juni 1997 zum Mönch geschoren. Innerhalb von zwei Monaten folgte zuerst die Weihe zum Diakon (20. Juli 1997) und dann zum Priester (10. August 1997). Am 29. März 1998 wurde er in den Rang eines Igumen erhoben und daraufhin am 1. Oktober 1998 zum Bischof der Eparchie von Zugdidi und Tsaishi geweiht. Im Jahr 2006 erhielt er den Titel eines Erzbischofs, ein Jahr später den eines Metropoliten. Die Aufgabe des bischöflichen Administrators der Eparchie von Deutschland und Österreich hat Metropolit Gerassime seit dem 9. Februar 2017 inne.
Seit 2002 bekleidet er das Amt des Präsidenten des Außenamtes der Georgisch-Orthodoxen Kirche. Als Vertreter des Patriarchats nahm er 2015 am Treffen des Interorthodoxen Komitee zur Vorbereitung für das erste neuzeitliche allorthodoxe Heilige und Große Konzil in Athen teil.